# All the Love in the World
"All the Love in the World" é um compacto da banda irlandesa The Corrs, do álbum Best of The Corrs.

## Desempenho nas paradas musicais
| Parada                        | Melhor posição |
| ----------------------------- | -------------- |
| Hot Adult Contemporary Tracks | 24             |